# Saint-Sulpice (Neuchâtel)
Saint-Sulpice (hispanizado San Sulpicio) es una localidad y antigua comuna suiza, situada en el distrito de Val-de-Travers en el cantón de Neuchâtel. Desde el 1 de enero de 2009 hace parte de la comuna de Val-de-Travers.

## Historia
La primera mención escrita de Saint-Sulpice data de 1228 bajo el nombre Sanctus Surpicius, en 1300 es mencionada como Saint Sulpis. La comuna mantuvo su autonomía hasta el 31 de diciembre de 2008. El 1 de enero de 2009 pasó a ser una localidad de la nueva comuna de Val-de-Travers, tras la fusión de las antiguas comunas de Boveresse, Buttes, Couvet, Fleurier, Les Bayards, Môtiers, Noiraigue, Saint-Sulpice y Travers.

## Geografía
La antigua comuna limitaba al norte la comuna de La Brévine, al este con Boveresse, al sureste con Fleurier, al suroeste con Buttes, y al oeste con Les Bayards.

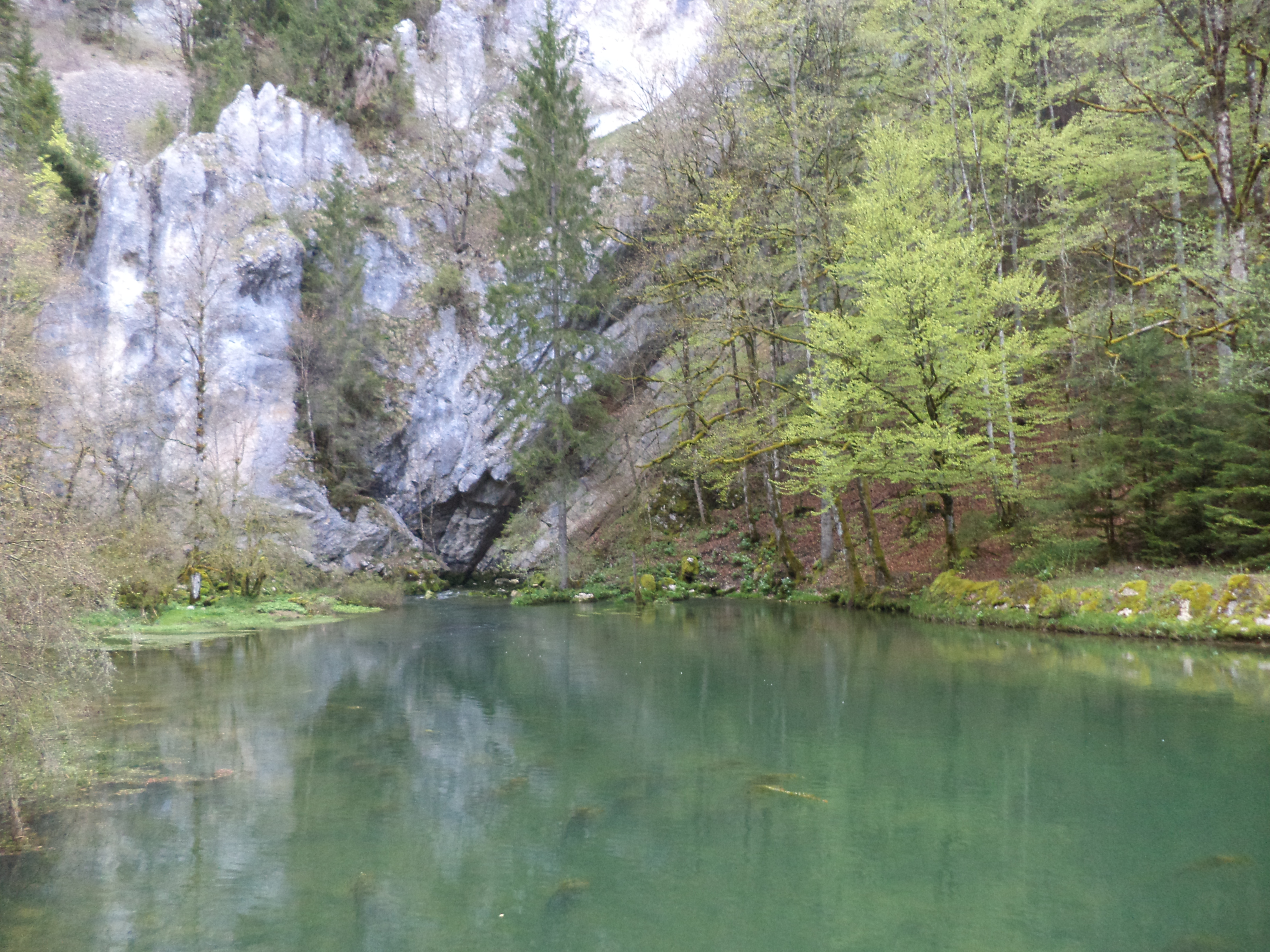
Nacimiento del río Areuse en Saint-Sulpice.